# GK 필름스
GK 필름스(GK Films,전 Initial Entertainment Group)는 그레이엄 킹(Graham King)에 의해 1990년에 설립된 영국의 영화 및 TV 프로덕션 회사이다.
2016년 6월, 레볼루션 스튜디오스(Revolution Studios)는 휴고(Hugo), 투어리스트(The Tourist), Darkness Edge, 럼 다이어리(Rum Diary) 및 영 빅토리아(Young Victoria)를 비롯하여 GK 필름스의 5개 작품에 대한 전세계 권리를 획득했다.
2017년 8월, GK 필름스는 파라마운트 픽처스(Paramount Pictures)와 3년 간 첫 거래를 체결했다.
GK 필름스는 툼 레이더에대한 영화 제작권을 보유하고있다.

## 최신 제작 참여작
- 툼 레이더 (2018년 영화)
- 보헤미안 랩소디 (영화)

## 같이 보기
- 할리우드 메이저 6대 영화사